# Regalia 三聖星
《Regalia 三聖星》是永谷敬之擔任製作人，QP:flapper擔當角色原案，Actas製作的原創動畫，電視動畫於2016年7月7日開始播出。
在第3話播出後，官方宣佈由於已經播出的動畫品質沒有達到預期要求，因此第4話之後動畫將停止播出。據官方推特表示，因製作趕不上放映時間而被迫延期，動畫在9月1日開始從第1集重新播放。影碟（藍光和DVD）也將延期一個月發售。
香港ViuTV於12月9日以粵日雙語播出。

## 故事簡介
12年前，在利姆加爾德王國發生的大事件，所有人神秘失蹤而留下了一個巨大的謎團。隨著時日經過人們已日漸忘卻。時光流轉，羽依和蕾娜兩個沒有血緣關係的姐妹在艾納斯特利亞皇國度過着平穩的日常。某天，一台巨大機體襲擊了艾納斯特利亞。以這一天為分界線，少女的命運被捲入了漩渦當中。

## 登場角色

### 主要角色
羽依希爾·埃斯托利亞（聲：（日）本渡楓；（港）王綺婷）
本作品的主人公。暱稱 「羽依」，艾納斯特利亞皇國的女皇。
性格溫厚、親切，任誰都喜歡。擅長各種家務事。父母已經去世，與蕾娜一起生活著。
在記者會透露三圍尺寸是「B88、W58、H85」（34.5、23、33.5）。
蕾娜·埃斯托利亞（聲：（日）佐倉綾音；（港）陳姻岐）
與羽依一起生活的少女。
即使逞强也想要照顧羽依，卻經常得不到允許而鬧彆扭。沒有血緣關係，以「姐姐」自稱。
真正身份是雷加利亞亞雷庫托的核心「瑪古娜·亞雷庫托」（マグナ・アレクト）。

### 雷加利亞的契約者
莎拉·克雷斯（聲：（日）久保百合花；（港）楊婉潼）
性格開朗，總是顯得很開心。與妹妹媞亞一起為了尋找某個人物而在世界旅行。因為在蕾姿家開的店吃霸王餐而被迫打工還債。
媞亞·克雷斯（聲：（日）小倉唯；（港）駱慧怡）
莎拉的妹妹。是個與外表不相配的大胃王，非常喜愛美味的食物。第一次與羽依見面時稱她是「胸部女皇」。
真正身份是雷加利亞提西斯的核心。
英格麗德·提亞斯（聲：（日）瀨戶麻沙美；（港）冼詠儀）
白髮和身著黑大衣的少女。曾要求羽依交出蕾娜。原是利姆加爾德王國的第一公主，容貌與十二年前完全相同。
凱伊·提亞斯（聲：東山奈央）
身著白色蘿莉塔服裝的少女，本身是雷加利亞墨蓋拉的核心，與蕾娜相識。
在「利姆加爾德王國事件」後遭約翰操控而與蕾娜和媞亞敵對。

### 英格麗德的關係者
亞貝爾·倫提斯泰特（聲：斧篤志）
白髮老人，原為侍奉英格麗德的武官，十二年前的「利姆加爾德淪陷」事件中由於來到艾納斯特利亞皇國因此逃過一劫，後來行蹤不明。
目前與英格麗德一起行動，曾出面要求羽依交出蕾娜但失敗，與亞雷庫托戰鬥時使用雷加利亞武裝的力量輕鬆擊倒亞雷庫托。
約翰（聲：（日）緒方惠美；（港）張惠雯）
與英格麗德和凱伊行動的少年。性格目中無人，常將他人當作笨蛋看待。希望令盧克司·愛克斯瑪基拿復活。
艾德蒙·莫拉雷斯（聲：武虎）
凱伊的手下，為了想跟蕾娜戰鬥出現在她面前，最後被羽依與蕾娜駕駛的亞雷庫托擊敗。本身並非人類，而是為了操縱雷加利亞武裝被製造出來的人偶。
強尼·馬貝特（聲：間島淳司）
與約翰一起出現在羽依面前的男子，曾在羽依的記者會扮成記者詢問羽依的三圍。後來引誘羽依和蕾娜到魔術秀會場向她們挑戰。最後機體被亞雷庫托破壞，雖打算以自爆和亞雷庫托同歸於盡，但亞雷庫托卻在蕾娜的防護下毫髮無傷。與艾德蒙同樣是人偶。

### 羽依的友人
蕾姿·鳴海（聲：金元壽子）
羽依的同班同學與好友。非常喜歡可愛的女孩子。

### 艾納斯特利亞皇國
葵·近衛（聲：淺倉杏美）
艾納斯特利亞皇國的最高決策機關的一員。
奈留·有坂（聲：井口裕香）
艾納斯特利亞皇國的首相助理。
瑪格麗特·伯恩利（聲：勝生真沙子）
艾納斯特利亞皇國的首相。
喬納森·馬歇爾（聲：家中宏）
艾納斯特利亞皇國的軍人。陸軍大將。
西奧多·穆亞（聲：宇垣秀成）
艾納斯特利亞皇國的情報官。
瑪雅·埃斯托利亞（聲：（日）下屋則子；（港）姜嘉蕾）
羽依的媽媽，艾納斯特利亞皇國的前女皇。

### 阿夫瑪魯亞爾特共和國
卡利姆·阿爾·塔拉奇（聲：飯島肇）
阿夫瑪魯亞爾特共和國的大統領，親自迎接前來拜會的羽依，並帶領羽依一行人前往琉和洛居住的聖域。
琉（聲：（日）日笠陽子；（港）姜嘉蕾）
住在聖域並和雷加利亞「洛」締結契約的女性。

### 其他
諾亞·克雷斯（聲：（日）阿澄佳奈；（港）姜嘉蕾）
莎拉和媞亞的姐姐。

## 登場機體
本作主要三個機體名字取自希臘神話中三位復仇女神（亞雷庫托、提西斯、墨蓋拉）。

## 製作團隊
- 原作 - Delegation of Enastoria
- 監督 - 登坂晋
- 構成、腳本 - 小柳啓伍
- 人物原案 - QP:flapper
- 人物設計 - 西尾公伯（日语：西尾公伯）
- 副人物設計 - 常盤健太郎
- 機械設計、機械總作畫監督 - 鈴木勘太
- 道具設計 - 松尾慎
- 美術監督 - 片平真司
- 色彩設計 - 原田幸子
- 攝影監督 - 田中恒嗣
- 編輯 - 吉武將人
- 音響監督 - 岩浪美和
- 音樂 - 高橋諒
- 音樂制作 - Lantis
- 音樂製作人 - 吉江輝成
- 製作人 - 川村仁、百武弘二、岡村武真、山崎史紀、金庭こず惠、中島保裕、土橋哲也、大橋智之、若林由美（第2話 - ）、伊藤幸弘、青木絵理子、兼光一博（復活放送第3話 - ）
- 動畫製作人 - 丸山俊平
- 監製 - 永谷敬之
- 動畫製作 - Actas
- 製作 - Regalia Project

## 主題曲
片頭曲「Divine Spell」
作詞：唐澤美帆 / 作曲、編曲：本多友紀 / 主唱：TRUE
第1話作為片尾曲使用。
片尾曲「Patria」（第2－13話）
作詞、主唱：Minami / 作曲：俊龍 / 編曲：菊田大介

## 各話列表
| 話數 | 日文標題 | 中文標題 | 分鏡              | 演出              | 作畫監督                    | 作畫監督   |
| 話數 | 日文標題 | 中文標題 | 分鏡              | 演出              | 角色                        | 機械       |
| ---- | -------- | -------- | ----------------- | ----------------- | --------------------------- | ---------- |
| 1    |          | 姐妹     | 登坂晉            | 登坂晉            | 西尾公伯                    | 鈴木勘太   |
| 2    |          | 宣告     | 松尾慎            | 松尾慎            | 伊藤岳史                    | 山下將人   |
| 3    |          | 真心     | 川口敬一郎        | 相浦和也          | 永田正美                    | 鈴木勘太   |
| 4    |          | 虛勢     | 佐野隆史          | 橫田一平          | 太田謙治、片岡英之 正木優太 | 小美野雅彥 |
| 5    |          | 反擊     | 登坂晉 鈴木勘太   | 工藤寬顯          | 西尾公伯                    | 鈴木勘太   |
| 6    |          | 神機     | 川口敬一郎        | 大平直樹          | 杉本功                      | 鈴木勘太   |
| 7    |          | 過去     | 齊藤良成 松尾慎   | 町谷俊輔          | 伊藤岳史                    | 永田正美   |
| 8    |          | 歸還     | 松尾慎            | 松尾慎            | 西尾公伯、實原登 小島惠理   | 山下將仁   |
| 9    |          | 繼承     | 大平直樹          | 相浦和也          | 伊藤岳史                    | 永田正美   |
| 10   |          | 孤立     | 吉川浩司          | 殿水敦子 藤本義孝 | 河西睦月、杉本功            | 不適用     |
| 11   |          | 牢獄     | 川口敬一郎        | 工藤寬顯          | 小島惠理                    | 永田正美   |
| 12   |          | 奪還     | 大平直樹          | 大平直樹 松尾慎   | 伊藤岳史                    | 山下將仁   |
| 13   |          | 家人     | 佐野隆史 鈴木勘太 | 登坂晉            | 西尾公伯                    | 鈴木勘太   |

## 播放電視台
| 播放日期               | 播放時間             | 播放電視台 | 播放地區 | 備註                    |
| ---------------------- | -------------------- | ---------- | -------- | ----------------------- |
| 2016年7月7日 - 7月28日 | 星期四 22:00 - 22:30 | AT-X       | 日本全域 | 製作委員會參加 / 有重播 |
|                        | 星期四 22:30 - 23:00 | TOKYO MX   | 東京都   |                         |
| 2016年7月8日 - 7月29日 | 星期五 1:30 - 2:00   | SUN電視台  | 兵庫縣   |                         |
| 2016年7月11日 - 8月1日 | 星期一 0:30 - 1:00   | BS富士     | 日本全域 | 製作委員會參加          |

| 播放日期                             | 播放時間                                | 播放電視台 | 播放地區 | 備註                    |
| ------------------------------------ | --------------------------------------- | ---------- | -------- | ----------------------- |
| 2016年8月8日・8月15日 2016年8月29日  | 星期一 0:30 - 1:00                      | BS富士     | 日本全域 | 製作委員會參加          |
| 2016年8月11日・8月18日 2016年8月30日 | 星期四 22:00 - 22:30 星期二 1:30 - 2:00 | AT-X       | 日本全域 | 製作委員會參加 / 有重播 |

| 播放日期                                        | 播放時間                              | 播放電視台 | 播放地區 | 備註                    |
| ----------------------------------------------- | ------------------------------------- | ---------- | -------- | ----------------------- |
| 2016年9月1日 - 11月24日                         | 星期四 22:00 - 22:30                  | AT-X       | 日本全域 | 製作委員會參加 / 有重播 |
|                                                 | 星期四 22:30 - 23:00                  | TOKYO MX   | 東京都   |                         |
| 2016年9月2日 - 11月25日                         | 星期五 1:30 - 2:00                    | SUN電視台  | 兵庫縣   |                         |
| 2016年9月5日 - 9月26日 2016年10月3日 - 11月28日 | 星期一 0:30 - 1:00 星期一 1:30 - 2:00 | BS富士     | 日本全域 | 製作委員會參加          |

| 播放日期        | 配信時間             | 配信網頁 | 備註 |
| --------------- | -------------------- | --- | ---- |
| 2016年7月7日 -  | 星期四 23:00 更新    | U-NEXT / 動畫放題 / GYAO! |      |
| 2016年7月11日 - | 星期一 12:00 更新    | ひかりTV / Google Play Movie & TV / d動畫商城 萬代頻道 / NICONICO頻道 / PlayStation Video DMM.com / HAPPY動画 / dTV / Hulu / UULA |      |
|                 | 星期一 22:00 - 22:30 | LINE LIVE |      |
|                 | 星期一 23:00 - 23:26 | AbemaTV | 重播 |
| 2016年7月12日 - | 星期二 更新          | J:COM On Demand / iTSCOM On Demand TOKAI On Demand / mil plus / Video Pa                                                          |      |
| 2016年7月15日 - | 星期五 更新          | acTVila |      |
| 2016年7月17日 - | 星期日 更新          | TSUTAYA TV |      |

## BD／DVD
| 卷數 | 發售日        | 收錄話         | 規格編號  | 規格編號  |
| 卷數 | 發售日        | 收錄話         | 藍光      | DVD       |
| ---- | ------------- | -------------- | --------- | --------- |
| 1    | 2016年11月2日 | 第1話－第2話   | BIXA-1121 | BIBA-3041 |
| 2    | 2016年12月2日 | 第3話－第4話   | BIXA-1122 | BIBA-3042 |
| 3    | 2017年1月6日  | 第5話－第6話   | BIXA-1123 | BIBA-3043 |
| 4    | 2017年2月2日  | 第7話－第8話   | BIXA-1124 | BIBA-3044 |
| 5    | 2017年3月2日  | 第9話－第10話  | BIXA-1125 | BIBA-3045 |
| 6    | 2017年4月4日  | 第11話－第13話 | BIXA-1126 | BIBA-3046 |

## 外部連結
- 電視動畫《Regalia 三聖星》官方網站（页面存档备份，存于）（日語）
- 【Regalia】電視動畫官方的X（前Twitter）（日語）